# Roberto Minuzzi
 Roberto Minuzzi Junior  (Caxias do Sul, 27 de agosto de 1981) é um voleibolista brasileiro com histórico profissional  em clubes brasileiros e fora do país, e nestes traz em seu currículo títulos importantes no âmbito nacional e internacional, além de  possuir conquistas importantes atuando pela seleção brasileira desde a categoria de base quando participou do Mundial Infanto-Juvenil na Arábia Saudita em 1999,  medalha de prata no sul-americano juvenil em 2000 na Venezuela e  ouro no Mundial Juvenil de 2001 na Polônia.Foi tetracampeão da Liga Mundial pela seleção brasileira adulta nos anos de 2003, 2004 , 2005 e 2007.

## Carreira
Iniciou no voleibol  aos 17 anos de idade  em sua terra natal quando estudava no CETEC, Escola Técnica de Processamento de Dados  situada dentro do campus da Universidade de Caxias do Sul, tudo  começou nas brincadeiras de Educação Física onde foi bastante incentivado por seu professor  Carlos Bononi que na época era o treinador da equipe profissional da UCS, mas a preferência de Minuzzi era  o futebol , sua grande paixão.Ele como volante jogou por dois anos na categoria infanto-juvenil do Esporte Clube Juventude e sua estreia  no campo jogou contra seu time do coação, o Grêmio e enfrentou nada mais, nada menos que o Ronaldinho Gaúcho que marcou um gol de falta  que deu a vitória diante do  time do Minuzzi.
Atuou na categoria infanto-juvenil da UCS em 1998, teve uma ascensão meteórica em apenas dois meses já integrava a seleção gaúcha e era capitão da equipe e conquistou o vice-campeonato do Campeonato Brasileiro de Seleções de 1998 sediado em Fortaleza-Ceará na categoria infanto-juvenil. Em 1999 foi convocado para seleção brasileira na categoria infanto-juvenil e disputou o Mundial Infanto-Juvenil realizado na Arábia Saudita, no qual  terminou apenas na sétima posição.Após o Mundial migrou no mesmo ano  para cidade mineira de Três Corações para defender o  Telemig Celular/Unincor/Três Corações  sob o comando do técnico Marcos Lerbach foi campeão mineiro de 1999 e também disputou a Superliga 1999-00 terminando na quinta colocação.
No ano seguinte ainda pelas categorias de base da seleção brasileira Minuzzi competia desta vez na categoria juvenil e disputou o Campeonato Sul-Americano Juvenil realizado na Venezuela e na final perdeu o ouro para os donos da casa. No mesmo clube, agora com a parceria entre Três Corações com o Vasco , a união entre as partes competiu com o nome: Vasco/Três Corações quando disputou  a Superliga 2000-01 terminando na sexta posição  e por esta equipe Minuzzi foi campeão mineiro, carioca ambos em 2000, neste mesmo ano foi campeão do Quadrangular de Três Corações e mesmo resultado alcançado na Taça Premium de 2000
O início de carreira de Minuzzi foi promissor, mas passou a ser destaque a partir de 2001 quando contratado pela Ulbra e no mesmo ano foi convocado para seleção brasileira na categoria juvenil, ano que disputou o Mundial Juvenil realizado na Polônia e obteve a medalha de ouro
Pela Ulbra realizou boa campanha na Superliga 2001-02 e com a equipe terminou na quarta colocação. Na temporada 2002-03 jogando pelo Ulbra conquista seu primeiro título da Superliga Brasileira- Série A e foi eleito melhor atacante e a revelação nesta edição, além do título do Campeonato Gaúcho de 2002. Na temporada seguinte atuando por essa equipe chegou a final da competição, buscando o bicampeonato, mas conquista o vice-campeonato da Superliga 2003-04 e novamente foi eleito melhor atacante da competição. Em 2003 foi campeão da Copa Mercosul, neste mesmo ano disputou o Campeonato Gaúcho e o Campeonato Paulista, sagrando-se campeão em ambos estaduais quando a equipe utilizava o nome de fantasia: Ulbra/Ferraz/São Paulo Futebol Clube  .
Em 2003 demonstrou sua gratidão à equipe que o revelara  para o vôlei, a UCS , que disputaria  a Liga Nacional desse ano, então  disposto a abrir mão de dois meses de salário da Ulbra , solicitou deste clube a liberação por dois meses pela UCS na referida competição e conquistou o título da Liga Nacional  de 2003 pelo time de Caxias do Sul e o acesso a Superliga na temporada seguinte.Retornou  a Ulbra em seguida
A convocação para seleção brasileira principal ocorreu também em 2003 e disputou a edição deste ano da  Liga Mundial conquistando o ouro e conquistou o bicampeonato no ano de 2004 quando convocado mais uma vez pelo técnico Bernardo Rezende.Transferiu-se para o voleibol mineiro na temporada 2004-05, passando defender a equipe Telemig Celular/Minas quando foi terceiro colocado na Supercopa Mercosul e também no Grand Prix Brasil de 2004; já na Superliga 2004-05 sagrou-se vice-campeão nesta edição, além de disputar terceira final consecutiva da Superliga, foi eleito pela terceira vez consecutiva melhor atacante.
Roberto Minuzzi  em todas equipes que passou demonstrava seu perfil de liderança e foi capitão destas e em plena forma, era apontado como possível substituto de Nalbert na seleção brasileira como novo capitão e foi convocado para seleção parta disputar a Liga Mundial de 2005 conquistando de forma consecutiva o tricampeonato e na Superliga 2005/06 foi vice-campeão mais uma vez e após este resultado foi homenageado na sede da Administração Municipal de Caxias do Sul pelo então Prefeito José Ivo Sartori, recebendo a  Medalha Monumento Nacional ao Imigrante e, aproveitando a ocasião, também o certificado referente ao projeto selecionado Centro Esportivo Toque de Craque, o qual  Minuzzi integrou um dos projetos de Esporte e Lazer contemplados com recursos do Fundel
Em 2005 foi novamente convocado para seleção brasileira, e quando apresentou-se em Saquarema realizou os exames de rotina e descobrira  um aneurisma da aorta ascendente, a dilatação da aorta foi observada ao submeter-se ao ecocardiograma e com melhores detalhes na ressonância magnética, quando soube da gravidade do problema, pensava em sua família e principalmente em sua primogênita Isabella.Aos 23 anos internou-se no Hospital Beneficência Portuguesa de São Paulo, onde foi submetido a uma cirurgia de correção desta patologia pela Equipe Dr. José Pedro da Silva com duração de quatro horas. Onde ficou os primeiros dias na UTI e mais uma semana de internamento de sete a dez dias internado e com boa esperança de retomar sua carreira no prazo de três a seis meses.
A cirurgia deixou o atacante fora das quadras por nove meses, vivenciou a dificuldade na recuperação quando levou um mês para voltar a andar e dois meses para poder deitar, Tendo que passar a maior parte do tempo sentado para auxiliar no processo de cicatrização. Em meio ao período de cirurgia, sua esposa Luciane esperava seu segundo filho Caio. Em março de 2006 retornou ao Minas para retomar sua carreira O ritmo de jogo de antes da cirurgia foi recuperado gradativamente, e em abril de 2007 veio a coroação máxima. Minuzzi marcou o ponto do título do Minas na Superliga da temporada.
Na temporada 2006-07 retornou ao Telemig Celular/Minas e conquista o tricampeonato mineiro consecutivo além do bicampeonato paulista representando o Pinheiros .Na Superliga 2006-07 conquista mais uma vez o título nesta competição e foi o responsável pelo ponto final desta conquista. Na temporada 2007-08 transferiu-se  para o voleibol europeu, passando a defender o time grego Panathinaikos Athens , época que conquistou o vice-campeonato grego  e o título da Copa da Grécia de 2007.
Foi convocado pelo técnico Bernardinho para seleção brasileira em 2007 para disputar a Liga Mundial do referido ano e conquistou o tetracampeonato nesta competição.Minuzzi deixou a Europa  e retornou ao Brasil , quando passou a defender a Ulbra/Suzano/Massageol na temporada 2008-09 e por esta equipe foi campeão paulista de 2008, ajudando na conquista do bicampeonato de seu clube, sob o comando do técnico Chico Santos, campeão dos Jogos Abertos de São Paulo, dos Jogos Regionais, além do título estadual gaúcho de 2008 o qual as finais ocorreram no ano de 2009 por problemas no calendário  e ajudou na conquista do décimo primeiro título deste clube; nesta mesma temporada chegou as quartas de final da Superliga 2008-09, mas não avançou para semifinal.
Minuzzi  foi capitão de todas as equipes que jogou e foi convocado para  Seleção Brasileira entre  os anos de 2002 e 2008.Na jornada de 2009-10 voltou a defender o Vivo/Minas e na Superliga 2009-10 ficou na sétima posição desta edição.
Já na temporada 2010-11 havia a chance de Minuzzi voltar a defender um time de sua cidade natal, a equipe da UCS, time que o revelou para o voleibol, já tinha  um acerto com este clube, mas seus  gestores anunciaram fim das atividades de voleibol, devido à falta de um terceiro patrocinador de peso , outros clubes  do Sul foram chamados para parceria e a Sogipa aceitou e disputou as competições da temporada 2010-11 com o nome: Fátima/Medquímica/Sogipa terminando na décima segunda posição da Superliga 2010-11.
Com a criação de uma nova equipe para representar o voleibol da cidade de Canoas, projeto idealizado por Minuzzi e pelos campeões olímpicos Paulão e Gustavo Endres, montou  a equipe  APAV/ Canoas e por ela  disputou e conquistou o título do campeonato gaúcho de  2012  e no mesmo ano disputa e conquista o ouro da primeira edição da Superliga Brasileira- Série B se credenciando para  disputar a Superliga 2012-13 (Série A), oportunidade que Minuzzi contribuiu para boa colocação da equipe, terminando na sexta colocação, pela primeira vez na série A.
Renovou para temporada 2013-14, sagrou bicampeão gaúcho  em 2013, de forma invicta pela segunda vez por este clube agora usando nome APAV/Kappersberg/Canoas com penas um set perdido em toda competição comandados pelo técnico Marcelinho.

## Clubes
| Clube                                 | País   | De   | Até  |
| UCS                                   | Brasil | 1998 | 1999 |
| Telemig Celular/Unincor/Três Corações | Brasil | 1999 | 2000 |
| Vasco/Três Corações                   | Brasil | 2000 | 2001 |
| Ulbra/Canoas                          | Brasil | 2001 | 2003 |
| UCS                                   | Brasil | 2003 | 2003 |
| Ulbra/Ferraz/São Paulo Futebol Clube  | Brasil | 2003 | 2004 |
| Telemig Celular/Minas                 | Brasil | 2004 | 2007 |
| Panathinaikos Athens                  | Grécia | 2007 | 2008 |
| Ulbra/Suzano/Massageol                | Brasil | 2008 | 2009 |
| Vivo/Minas                            | Brasil | 2009 | 2010 |
| Fátima/Medquímica/Sogipa              | Brasil | 2010 | 2011 |
| APAV/ Canoas                          | Brasil | 2011 | 2012 |
| APAV/Kappersberg/Canoas               | Brasil | 2012 | 2013 |
| APAV/Kappersberg/Canoas               | Brasil | 2013 | 2014 |

## Títulos e Resultados
- 1998-Vice-campeão do Campeonato Brasileiro de Seleções (Infanto-Juvenil)[7]
- 1999-7º Lugar do Mundial Infanto-Juvenil (Riyad,  Arábia Saudita)[8]
- 1999–Campeão do Campeonato Mineiro[9]
- 1999-00– 5º Lugar da Superliga Brasileira-Série A[10]
- 2000-7º Lugar do Campeonato Mundial de Voleibol Masculino Sub-19 (Cabimas,  Venezuela)[11]
- 2000- Campeão do Campeonato Carioca[14]
- 2000– Campeão do Campeonato Mineiro[14]
- 2000– Campeão do Quadrangular de Três Corações [14]
- 2000– Campeão da Taça Premium 2000[14]
- 2000-01– 6º Lugar da Superliga Brasileira-Série A[10]
- 2001-02– 4º Lugar da Superliga Brasileira-Série A[10]
- 2002- Campeão do Campeonato Gaúcho[5]
- 2002-03- Campeão da Superliga Brasileira-Série A[5]
- 2003- Campeão da Copa Mercosul[5]
- 2003- Campeão do Campeonato Paulista[5]
- 2003- Campeão do Campeonato Gaúcho[5]
- 2003-04- Vice-campeão da Superliga Brasileira-Série A[5]
- 2004- 3º Lugar da Supercopa Mercosul[5]
- 2004- 3º Lugar  do Grand Prix Brasil[5]
- 2004-05-Vice-campeão da Superliga Brasileira-Série A[5]
- 2006- Campeão do Campeonato Mineiro[13]
- 2006-07-Campeão da Superliga Brasileira-Série A[17]
- 2007-Campeão da Copa da Grécia[13]
- 2007-08-Vice-campeão da Liga A1 Grega[13][21]
- 2008-Campeão do Campeonato Paulista[13][25][24]
- 2008-Campeão do Jogos Abertos de Piracicaba ( São Paulo)[13][25]
- 2008-Campeão do  Jogos Regionais de São Pulo )[13][25]
- 2008-Campeão do Campeonato Gaúcho[13][25]
- 2009-10-7º Lugar da Superliga Brasileira-Série A[28]
- 2010-11-12º Lugar da Superliga Brasileira-Série A[33]
- 2012-Campeão do Campeonato Gaúcho[36]
- 2012-Campeão da Superliga Brasileira-Série B
- 2012-13-6º Lugar da Superliga Brasileira-Série A
- 2013- Campeão do Campeonato Gaúcho[36]

## Premiações Individuais
- 2002-03- Revelação da Superliga Brasileira-Série A[5]
- 2002-03- Melhor Atacante da Superliga Brasileira-Série A[13]
- 2003-04- Melhor Atacante da Superliga Brasileira-Série A[13]
- 2004-05- Melhor Atacante da Superliga Brasileira-Série A[13]
- 2005- Medalha Monumento Nacional ao Imigrante[18]